# Trappistinnenkloster Abakaliki
Das Trappistinnenkloster Abakaliki ist seit 1982 ein nigerianisches Kloster in Abakaliki, Ebonyi, Bistum Abakaliki.

## Geschichte
Die irische Trappistinnenabtei Glencairn gründete 1982 in Südostnigeria das St. Justina's Monastery, das 2012 zur Priorei erhoben wurde.
Oberinnen und Priorinnen:
- Margaret Mary Hanron (1982–2003)
- Chinwe Otito Kelechukwu (2003–2009)
- Maureen Ndubuisi (2009–2015)
- Regina Nebo (seit 2015)